# Kico
Kico（キコ）こと林田 季子（はやしだ きこ、本名：林田 咲子（はやしだ さきこ）、1982年4月28日 - ）は、日本の元プロバレーボール選手。

## 来歴
兵庫県神埼郡神崎町出身。須磨ノ浦女子高等学校を卒業後、2001年、Vリーグ久光製薬スプリングスに入団。2年プレーした後、畠山亜希子とともにオランダのマルティヌス (HCC/net Martinus Amstelveen) に移籍、1年プレーした後21歳で選手引退。
引退後、アメリカ生活を経て、ビューティースペシャリスト、フェイスシンメトリー（Facesymmetry）の施術者に転じる。
一方で世界的ウォーキングトレーナー、スティーブン・ヘインズのワークショップの通訳なども務めた。
近年はモデルやウォーキング講師を務めていたが、2014年5月下旬に友人の勧めで真正ボクシングジムにてボクシングを始め、11月16日にC級プロテストを受験、18日に合格が発表された。リングネームは林田季子としてデビューを目指していたが、2015年7月に断念。